# Georgenhof (Blankenburg)

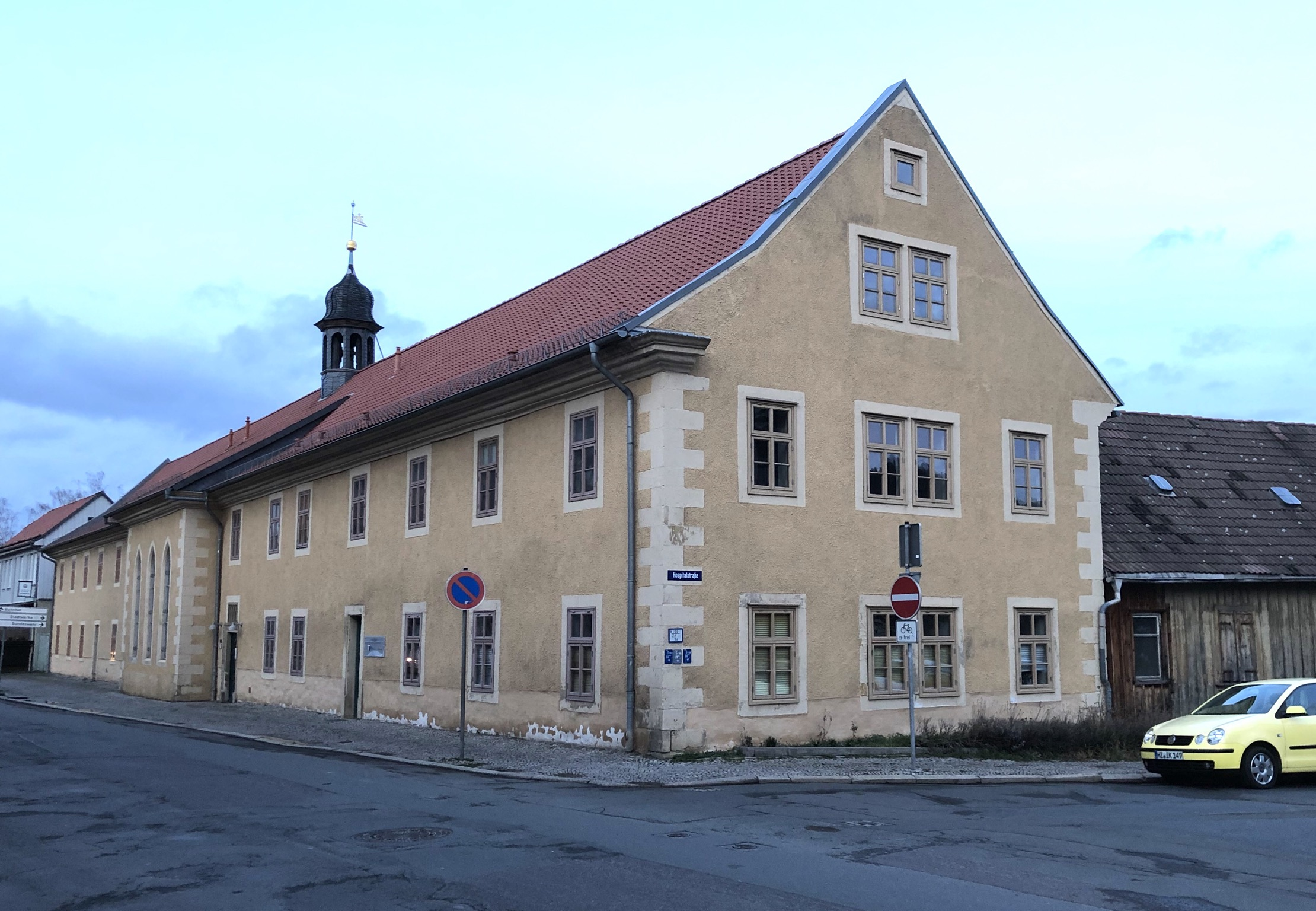
Georgenhof, Blick von Süden, 2020

Der Georgenhof ist ein denkmalgeschütztes ehemaliges Hospital in der Stadt Blankenburg (Harz) in Sachsen-Anhalt. Es umfasst auch die Lutherkirche, wird als evangelisches Gemeindezentrum genutzt und umfasst Räumlichkeiten für diverse insbesondere soziale Zwecke.

## Lage
Der Georgenhof befindet sich nördlich der Blankenburger Altstadt auf der Ostseite der Herzogstraße an der Adresse Herzogstraße 16.

## Architektur und Geschichte
Bereits in der Zeit um 1215 wurde eine Stiftung gegründet, die der Pflege an Lepra erkrankter Kreuzritter diente. Die Einrichtung bestand im Bereich des Klosters Michaelstein. Etwa 1318 wurde der Zweck der Stiftung verändert und die Anlage als Armenhof näher an die Stadt Blankenburg, etwa in den Bereich des heutigen Bahnhof Blankenburg (Harz) verlegt.
Der heutige Standort wird jedoch erst in der Zeit nach 1700 gewählt. Zunächst errichtete der Baumeister Hermann Korb hier von 1715 bis 1717 eine Heilig-Geist-Kapelle, bis 1737 dann durch Joachim Eimbrod sowohl nördlich als auch südlich der Kapelle, etwas zurückgesetzt, die noch heute bestehenden barocken Gebäudeflügel gebaut wurden. Sie sind als zweigeschossige verputzte Gebäude im massiver Bauweise ausgeführt. 1750 wurden die Seitenflügel fertig, 1784 entstanden auf der Ostseite des Hofs Ställe aus Holz. Die Kapelle wurde 1838 nach Osten zum Hof hin erweitert und gotisiert, andere Angaben sehen eine Gestaltung im Stil des Spätklassizismus. Sie verfügt über drei Spitzbogenfenster und ist mit einem Dachreiter bekrönt. Das Innere der Kapelle ist als Rechtecksaal ausgeführt. An der südöstlichen Ecke des Hofs wurde 1860 ein Pförtnerhaus gebaut, um 1900 folgten steinerne Wirtschaftsbauten auf der Nordseite. Die Wirtschaftsgebäude des Georgenhofs sind eingeschossig aufgeführt.
Noch bis 1942 finanzierte sich die Einrichtung durch Spenden des Herzogs.
Der Georgenhof wurde in der Zeit der DDR als Altenheim genutzt. Im Jahr 1965 erfolgte die Umsetzung von Teilen der Kanzelaltarwand der aufgegebenen Kapelle des Schloss Blankenburg an die Südseite der als Lutherkirche genutzten Kapelle. Nach der friedlichen Revolution in der DDR wurde die Nutzung als Altenheim aufgegeben, da rechtliche Bedingungen nicht eingehalten wurden. Im Jahr 2001 wurden im Obergeschoss des Nordflügels Gemeinderäume eingerichtet. 2003 erfolgte ein Umbau des Pförtnerhauses zum Jugendzentrum. Die Diakonie bezog im Frühjahr 2004 den südlichen Flügel der Anlage. 2004 erfolgten umfangreiche Sanierungsarbeiten. Im Oktober 2006 konnte ein kirchliches Frauenzentrum im alten Gärtnerhaus eingerichtet werden. Ab 2008 folgte die Sanierung des alten Waschhauses, das 2010 als Wohnhaus fertiggestellt war. Auf dem Gelände besteht der Katharinensaal, dessen Benennung an die Sankt-Katharinen-Kirche erinnert, die bei der Vereinigung vier Blankenburger Kirchengemeinden aufgegeben wurde.
Im örtlichen Denkmalverzeichnis ist das Anwesen als Hospital und Kirche unter der Erfassungsnummer 094 01760 als Baudenkmal verzeichnet.